# NGC 181
NGC 181 је спирална галаксија у сазвежђу Андромеда која се налази на NGC листи објеката дубоког неба.
Деклинација објекта је + 29° 28' 24" а ректасцензија 0h 38m 23,3s. Привидна величина (магнитуда) објекта NGC 181 износи 14,9 а фотографска магнитуда 15,8. NGC 181 је још познат и под ознакама MCG 5-2-32, CGCG 500-55, PGC 2287.